# 百咲みいろ
百咲 みいろ（ももさき みいろ、2002年〈平成14年〉6月8日 - ）は、日本のAV女優。NAX所属。デビュー時はWish所属。

## 略歴
歌手を目指して音楽専門学校に通っていたが挫折。
2021年9月、ディープスの専属女優としてAVデビュー。
2022年2月より専属を離れ、企画単体女優となる。
同年7月28日、東京・青山RizMで開催された「LADY MADONNA vol.15」で歌手としてステージデビュー。これはセクシー女優となってから沸々と客前で歌いたい欲求がわき、記者などに気持ちを伝えていたところでライブ出演の話が来たのだという。
2023年3月1日、NAXへの事務所移籍と、百咲みいろ（ももさき・みいろ）への改名を発表。
2023年3月21日、ダンスボーカルグループ「BLACK DIAMOND」のメンバーとして、デジタルシングル「Super Duper」と「hungry spider」の2曲同時リリースでデビュー。BLACK DIAMONDではMIIRO名義で活動する。
同年10月9日、東京・レフカダ新宿で「百咲みいろ2周年オフ会」を開催。10月25日には東京・池袋LIVE INN ROSAで開催された「楽演祭vol.27」に出演。
2024年2月11日、百咲と千石もなかの冠イベント『みいろともなかの変身♡ライブプリティア』の初回イベントを東京・レフカダ新宿にて開催。イベント内では、2人が結成したアイドルユニット『ふたりはプリティアNAXheart』の「踊って歌ってみたMV」の上映やMVの制作裏話、2人共演パートと各ソロパートによるライブなどが行われた。
同年6月8日、バースデーイベント『百咲みいろ爆誕祭』を東京・レフカダ新宿にて開催。スライド写真を見ながら1年間を振り返るトークコーナーや初披露のオリジナル曲を含むライブを行った。またトークコーナーの途中から客席にいた千石もなかをステージに招き、2人でトークやライブを披露する場面もあった。
同年8月22日にレフカダ新宿で開催した千石もなかとの冠イベント『みいろともなかの変身♡ライブプリティア vol.3』にて、アイドルユニット「ADDICTEAR 」の結成、同ユニットでの活動時、百咲は「Spica」、千石は「スバル」を名乗ることや二人のメンバーカラー（Spica（百咲）はピンク、スバル（千石）は青）、1stシングル「アデリア」（作詞は百咲、ラップパートのリリックは千石が手掛けた）を発売することを発表した。9月28日には東京・レフカダ新宿にてデビュー3周年イベントを開催。
同年11月には東京都台東区吉原にある「moire cafe&bar」女将に就任。11月1日、BLACK DIAMONDプロジェクト脱退。
2025年6月7日にはみいろバースデー&moire3周年記念合同イベントを開催した。

## 人物
東京都出身。
好きな食べ物はクッキー、特技は歌。2023年2月に「楽演祭vol.23」に出演した際には、歌唱力抜群と評された。
AV女優の存在を知ったきっかけは、小学生の時にAV女優の密着ドキュメンタリー番組を見たこと。その際、番組に出演していた女優がキラキラしていて楽しそうに見えた事が漠然と頭の中に残る。中学生になるとスタイルが良くて可愛いAV女優に対して、ファッションモデルやアイドルに向けるような憧れを抱くようになり、AVの作品よりもその女優が発信しているSNSやYouTube等をよく見るようになった。
特に憧れている女優は三上悠亜。AVだけでなく、アイドルグループでの活動や自身のブランドの立ち上げなど、マルチに活躍している所が格好いいことを理由として挙げている。
初体験は高校1年か2年の時で、相手は付き合っていた彼。
大学に進学し、これからどんな人生を生きたいかと考えた時、その頃に活躍していた三上悠亜や明日花キララを見て、やっぱりAV女優はかっこいい仕事で、自分も性別や年齢に関係なく応援される存在になりたいと思ったことがAV出演の動機。

## 作品

### アダルトDVD
- 「中学生の頃からAV女優になるのが本当に夢だったんです」 19歳 新人 現役女子大生 七咲みいろ AVデビュー たくさんの人に愛される女優を目指し自分を磨き続けた絶品クビレ美少女（9月21日、DEEP'S）
- 憧れの大絶頂 七咲みいろ 32日間の禁欲生活で限界まで昂ぶった性欲を本気セックスで発散させる イキまくり4本番（10月19日、DEEP'S）
- 七咲みいろの「ひと味違う」生中出し 夢にまで見た生ハメで初体験する大人のセックス（11月23日、DEEP'S）
- 七咲みいろ、お貸しします。 絶品クビレ美少女・七咲みいろが素人男性宅でエッチなお悩みを大解決♡（12月21日、DEEP'S）

- 「大っ嫌いだったのに…」 兄の歪んだ愛情を一度だけ受け入れたその日から繰り返される禁断の兄妹相姦（1月18日、DEEP'S）
- 小悪魔挑発美少女 七咲みいろ（2月8日、MARRION）
- 【マジックミラー号25周年記念作品】 祝2022年! 初詣帰りのほろ酔い女子限定 お年玉争羞恥奪野球拳対決 10名収録（2月23日、SODクリエイト）
- 素人娘がM男君の自宅を訪問SP 美少女W痴女っ娘 【とにかく乳首責め特化】編! 責め経験ほぼゼロのうぶな女子たちが、底知れぬM心に触発されドS痴女性が開花! 「もう出ちゃうんですか…//」 W乳首舐め手コキや顔騎フェラで散々焦らした後は、杭打ち騎乗位で自ら腰を振ってイキまくる! M男君の10倍昇天してもまだ足りず、精子が空々になるまで強制連続搾取!（3月25日、赤面女子）
- 完ナマSTYLE @みいろ 彼氏とはゴム有りなのに諭吉には生ハメする 18歳J●（3月27日、FIRST STAR）
- 睡眠営業研修 ～営業部女性社員4名・昏〇中出し姦記録～（4月7日、素人39）
- 同じマンションに住む欲求不満のデカ尻奥さん 七咲みいろ（4月12日、セレブの友）
- 俺専用パンチラドール みいろ 七咲みいろ（4月14日、フェチ眼）
- 絶叫! 悶絶! ポルチオ開発! 子宮の奥にある奥の奥でイク女 3 七咲みいろ（5月10日、セレブの友）
- 七咲みいろ 5時間 COMPLETE BEST 絶品クビレ美少女のデビューから大絶頂、中出し、卒業作品まで全5タイトル収録（5月17日、DEEP'S）※単体ベスト
- むちむち美尻 神ブルマ 七咲みいろ（5月26日、親父の個撮）
- ちびっこ拘束激イカセ悪徳エステ 3（5月26日、ナチュラルハイ）
- ミニスカJ○痴漢 3  短いスカートをめくってバックから犯りまくれ!（5月26日、ナチュラルハイ）
- 真面目で純真な少女の悩み事「先生おしえてください」 みいろちゃん（5月28日、JUMP）
- 毛の無いロリいもうとに中出し 七咲みいろ（6月14日、K-Tribe）
- お金欲しさに軽い気持ちで臨んだパパ活。女子大生みいろ case.5 七咲みいろ（6月16日、MAXING）
- ナンパコNo.35 イク時に叩かれたり首を絞められるのが大好きな東北出身ドMなスレンダー女子大生に連続中出し!（6月27日、First Star）
- 妹と仲の良すぎる変態家族 06 七咲みいろ（7月12日、K-Tribe）
- ガチナンパ! 時間内に童貞チ○ポを3連続射精できたら100万円! 発情しちゃって筆おろしSEX中出し10発!（7月15日、ピーターズ）
- 素人ヘアヌード大図鑑～無毛美少女編（7月26日、S級素人）
- 『あっダメ! 激しく突いたらバレちゃう…』 義妹がロングスカートの中でこっそり即ハメ要求! 親の目の前でバレずにドキドキのこっそり連続イキ! 3 超仲の良い義妹と付き合う事になった。当然、付き合えばエッチもするようになり段々とお互いの変態性が露になり… 遂には親の前で我慢できずロングスカートの中で挿入してしまう超ド淫乱変態義理兄妹!（8月23日、Hunter）
- 東京中出し部 Vol.06 8名260分（9月27日、MERCURY）
- 「オチンチン大きくなっちゃったから一緒にオナニーしよっか!?」  広告を見て小遣い欲しさでやって来た女の子に行っていた暴走行為 4  8名収録（10月22日、JUMP）
- 『何で私こんな下品な顔して感じちゃうんだろう? ※心の声』 超内気な義妹に連日チクハラしてたら超敏感早漏体質になってイキまくり! 変態女子に豹変した義妹は…（10月25日、Hunter）
- ナースもグルで逃げ場無し! セクハラ健康診断（10月25日、Hunter）
- 風呂場でカワイイ義妹と制服のままエッチすることに! なぜ?? それは… 義妹と一緒に風呂掃除してたら突然シャワーが義妹にかかり制服がびしょ濡れ! 透けて浮き出たボディラインと下着に勃起していると義妹も恥ずかしそうにモジモジして気まずくなった!どうしようとボクが困っていると…（11月8日、Hunter）
- 帰宅後30秒で『お帰り』からの即挿入! ボクの家が問題児女子生徒のたまり場になってしまい次々と教え子相手にハメまくり! 中出ししまくり! 2（11月8日、Hunter）
- お隣さんはノーブラ透け乳首女子大生! 隣に引っ越してきた女子大生が挨拶に来たけど超薄着だから乳首が透けて丸見え! 当然ガン見でフル勃起! 案の定バレて怒られるかと思いきや、密かに発情していた女子大生はボクを誘惑して勃起チ○ポに貪りついてきた! そしたらあまりにもフェラが上手すぎてすぐにイっちゃいましたが、お掃除フェラで勢いあまってまた発射! それでも収まらないボクの勃起チ○ポをみた女子大生がさらにエッチを求めてきて何度も中出ししちゃいました!（11月22日、Hunter）
- 「今日どうする? エッチする?」「やっほー、SEXしに来たよー!」 可愛い女の子とえちえちしたい! 寮内の女子となら誰とでもヤリまくり! ヤリモク学生寮!（12月13日、Hunter）

- セックスしかやることない超ド田舎で二泊三日の超ヤリまくり体験! まるで処女みたいな清楚系女子たちはみんなヤリマン! 東京から超ド田舎に引っ越した友達が送ってくれた衝撃な映像。ド田舎女子○生は生でセックス? パッと見は純真無垢な見た目とは真逆の淫乱っぷりにボクはいても立ってもいられず貯金をはたいて友達の家に行き、田舎特有の暇だからとりあえずセックス…を二泊三日精子が出なくなるほど体験させてもらいました!（1月10日、Hunter）
- 「こんなに濡れちゃった…」 年下の幼馴染に部屋のエロDVDが見つかり一緒にAV鑑賞することに! 「部屋を片付けてあげるよ」と年下の幼馴染に片付けを任せたのが間違いだった! 幼馴染は隠していたAVを見つけて「これ見たい! さもないとおかあさんに言うよ!」と言うのでしかたなく一緒に見ることに…。幼馴染は興味津々で鑑賞していたのだけど、なんだかムラムラしてしまい、これはヤバイとトイレに駆け込む! 戻ったら「AVってこんなにエッチなんだね。私もこんなに濡れちゃった」とシミ付きパンツを目の前に。そんなもの見せつけられた日には我慢できません! さっきトイレで出したばかりなのに即勃起連続発射!!（1月24日、Hunter）
- 体型を気にする義姉の肉感スポーツウェアがエロ過ぎる! 我慢できず襲ったら拒むどころか汗だくになるほどの高速ピストンで何度もイキまくり! 親が再婚して出来た美人で優しい義姉は体型が気になって無防備に肉付きを確認させてくる! さらに買ったばかりのスポーツウェアを見せてきたけど、より一層胸やお尻が強調されまくり! 勃起がおさまらず無がむ治癒で義姉を襲ってしまったボクだったけど…（1月24日、Hunter）
- 「ワケあって妹のおっぱいを揉んでいます!」 胸にコンプレックスを抱える妹が理由を付けてはおっぱいを揉ませてくるんです! 生意気な妹だけど、この柔らかい感触には逆らえず毎回言うことを聞いてしまうボク! でも理性を保つのもそろそろ限界! すると妹も感度が上がってムラムラがピークに!?（2月14日、Hunter）
- 「やっと私で勃起してくれた… 私だってこんなに興奮しているんだよ」と糸を引くほどビショ濡れのアソコを触らせてきた幼馴染に我慢できず…。2（2月14日、Hunter）
- 『ヤメて下さい! 授業中ですよ!』 去年まで女子校だった学校に転校したら問題児女子だけの特別クラス入り! 休み時間、放課後は当然エッチばかり! それどころか小悪魔女子たちは授業中も… 問題児＝ヤリマンの常時発情集団との学校生活（2月14日、Hunter）
- 「これで勃つなんてマジでキモイんだけど!w」 踏みつけられても勃ち上がるボクのチ○ポにクラスのミニスカ女子が発情して…! クラスの女子に家をたまり場にされているボク。しかも体を踏みつけてストレス発散!? もう心も体も我慢の限界です… だって刺激が強すぎて勃起がおさまらない! 何度踏まれても萎えないボクの雑草チ○ポに女子たちもムラムラが隠し切れなくなって…!?（2月28日、Hunter）
- 「今さら出てけなんて… 三日も一緒にいるんだよ?」「えっ!? 三日も?」「エッチなことしてもいいから…ダメ?」 寂しがりやの女子がいつの間にかボクと同棲生活! ボクのマンションにはいつもエレベーターで一緒になる女の子がいる。ある日、ボクがテレビを見ていると、いつの間にか隣に座ってくつろいでいた! 突然現れ戸惑うボクに「お家誰もいなくて寂しいの。おじさんも一人ぼっちで寂しいでしょ?」とボクに跨がって超甘えまくり! 当然硬くなるボクの股間を見て彼女は…!（2月28日、Hunter）
- 完全勃起する主観チクビオナニー! ビンビンの勃起乳首で貴方に迫るオナ娘15人!!（2月28日、セレブの友）
- 勉強が大嫌いでどの家庭教師でも逃げ出すボク。親が雇った最後の家庭教師は子作りもできる家庭教師だった! セックス! 中出し! 何でもありの家庭教師に何が何でも勉強を頑張ってしまうボク! 受験に合格が先かパパになるのが先か!（3月14日、Hunter）
- 『私… おち○ちん大好きなんだ』 いきなりこんな事、耳元で囁かれても童貞のボクには何も出来ない! 家で学校でオフィスで路上で囁かれて超勃起!（3月28日、Hunter）
- 素人お嬢さん! 悩める男子のチ○ポを優しく洗ってあげてもらえませんか? 久しぶりに見るギンギンチ○ポに発情! 優しく生でセックスしてくれました!（4月6日、アイエナジー）
- 『ねぇ… どっちで童貞卒業したい?』 クラスの一軍女子2人が持っていたコンドームをボクに差し出して勉強会がまさかの童貞卒業式に! 自宅で勉強会…のはずが、女子同士の下ネタトークやクラスのエッチ事情が話題になり、興奮した1人がボクに「おち○ちん見せて」と言って来た! すでに勃起していたチ○ポを見て発情したクラスメイト女子たち! ボクが童貞だと知ると、2人とも持っていたコンドームをボクに差し出し「どっちで卒業したい?」なんて言ってきたんです!!（4月11日、Hunter）
- 昨日までは他人! クラスの1軍女子と同じ屋根の下の相部屋生活で人生激変! 童貞卒業できるしセフレできるし3Pだって中出しだって… 父の再婚で我が家にやって来た義母の連れ子は学校で1番かわいと評判のクラスメイト女子。ボクの部屋は日々乙女化されているけど、急に出来た義妹の広い交遊関係のお陰でイケてる女子たちがわんさか遊びに来るんです! 初めはうるさくて嫌だったけど… 波乱含みの新生活 30cm先は女子部屋（4月11日、Hunter）
- 小、中、そして○校生の現在もアダ名が「博士」の貧弱なボク。そんなボクの自宅には、クラスの女子がAV見たさによくやって来る。でも、いざエッチなシーンを見たらモジモジしだしパンティ越しにもわかるくらいにビショ濡れで恥ずかしい染みだらけ!（4月11日、Hunter）
- 「もっとちゃんと見て… 先生」 大人のおもちゃを挿れたマ○コを家庭教師に見せつけちゃう私はおもちゃ大好き女子○生! 普通のオナニーに飽きちゃったから先生の前でもオモチヤを挿れてこっそりオナニーしたら超快感! でも隠しそびれたベッドの下のオモチヤを見られて秘密がバレちゃったからオナニーも先生に見せちゃった。そしたら先生のアソコが大きくなっちゃって、そんなの見せられたら私もう我慢出来ない! おチ○チン欲しくなっちゃった!（4月25日、Hunter）
- ♯超絶かわいいチアガール チアリーディーング部合宿（5月4日、素人39）
- 「私やってないけど証拠あんの?」と強気からの「ごめんなさい…。エッチでも何でもするから親と学校には言わないでください…」 スーパーで万引きした女子○生があまりにも強気な態度で反抗してきたけど結局隠し持っていた盗品が出てきて観念! するどころかエッチな事してあげるから無かった事に…と懇願してきておもむろにボクのチ○ポを舐めてきた!（5月9日、Hunter）
- 魔法美○女戦士フォンテーヌ 魔装ダークフォンテーヌ 美しき偽フォンテーヌの呪い（5月12日、GIGA）
- バブみ全開! とってもかわいい保育士5名が童貞君の筆おろしに挑戦!? おっぱいチューチュー吸わせておチ●ポをよちよち甘やかし 母性溢れる授乳手コキで勃起した童貞チ●ポをそのまま5人の生マ●コにぬぷっ! ハーレム筆おろし連続中出しセックス!!（5月26日、赤面女子）
- 女子率99%! ミニスカ×ニーハイ女子ばかりの学校で絶対領域パンチラに毎日フル勃起!（6月13日、Hunter）
- 乳首ちゅぱちゅぱ逆痴漢 中年男を唾液舐めとこねくり手コキで虜にする痴女子○生（6月22日、ナチュラルハイ）
- 夜行バスで声も出せずイカされた隙に生ハメされた女はスローピストンの痺れる快感に理性を失い中出しも拒めない 女子○生限定 12 抱きつき騎乗位SP（6月22日、ナチュラルハイ）
- アナルのシワの数までハッキリわかる! ノーモザイク連続絶頂アナル見せオナニー 16（6月22日、アイエナジー）
- だれとでも定額挿れ放題! 地下アイドル編 ライブ会場でグッズを一定額購入すると特典として、その場でアイドルに触り放題! 挿れ放題!!（7月11日、Hunter）
- 出張先で見つけた洗体リフレは「風俗店ではございません!」と強く謳っておきながら裏オプ無料全部乗せ! キスも、手コキも、生本番まで何でもアリ!（7月11日、Hunter）
- 「その性欲全部吸い取る!」と言ってた超ヤリマン女子大生を痙攣する程イカせまくり! 寮内を追いかけ回して中出ししまくり! 新寮生は性欲モンスター!（7月11日、Hunter）
- 某FANサイトでバズッたオナニー動画 承認欲求の塊 変態/配信者（7月15日、プリモ）
- ミラクルモモ Episode.1（8月25日、GIGA）※主演は渚みつき。百咲は助演。
- 唾液ダラダラ! 愛液ドロドロ! 黒髪女子○生を粘着なめくじクンニで惚れさせるレズ汁痴漢 4（9月21日、ナチュラルハイ）
- 性交哀歌 心ならずも男に抱かれる女たち 独身30代/芸術家志望/インタビュアー（9月26日、FAプロ）
- ヒロインを倒せ! ボクの考えた最強怪人 ～メルピュア ダークエンジェル～（10月13日、GIGA）
- 『これ見ても私たちとエッチしたいと思わないの? 本当は我慢してるんでしょう?』 ボクとエッチしたがる超絶可愛い清楚系ヤリマンビッチの幼馴染たちが露骨に誘惑してきた! 2（10月24日、Hunter）
- 「一緒に添い寝してあげる!」 金欠義妹が超密着添い寝バイトをボクに提案! でも添い寝してたら義妹の無防備な乳首チラ… セクシーな太ももが… これは罠? しかし我慢できずに手を出してしまったら…（10月31日、Hunter）
- 「素人個撮」 女子〇生卑猥ドライブ連れ込み性交（11月15日、ロータス）
- 娘に喰わせてもらってます。 百咲みいろ（12月1日、ワープエンタテインメント）
- ミニスカ絶対領域えちえち美脚お姉さん4人にシコられまくる パンチラ×脚コキ × 囁き淫語 むちむち太ももハーレム 森日向子 百永さりな Nia 百咲みいろ（12月5日、kawaii*）
- 女子〇生さん限定! 彼女が壁から出た乳首とおち〇ちんで彼氏当てゲーム!! 当てれば豪華賞品! 外れたら予期せぬ罰ゲームで人生初イキ! 初NTR! おち〇ぽ総数15本! 16発射!!（12月15日、ピーターズ）
- オジサンを見下す糞生意気なメスガキを徹底的に理解らせる。 若さを売りにするパ●活制服女子がオジサンの事を完全にナメていたのでこっそりコンドームを外して生チ●ポで強●快楽責め。約束の時間を超えて徹底的にイカせて●して理解らせた。 生意気パ●活女子 みいろ（12月19日、無垢）
- 試験に疲れた女子校生限定! イケオジ添い寝リフレでストレス解消してみませんか!?（12月21日、アイエナジー）
- 乳首と中イキは無限にイケます ドMでメチャクチャに回されたい現役JD肉便器 みいろ 濃厚精子ガチャ生中出しし放題（12月26日、毒宴会）

- 生アナル舐められ予備校生 3 ～flavors × マジックミラー便コラボ企画～ 授業帰りのむれむれ肛門の匂いを嗅がれケツ穴を舐めほじられ恥じらい悶絶イキ! 発情生娘オマ○コに生ハメされるとケツ穴ヒクヒク丸見えSEXでおねだり中出し!（1月2日、DEEP'S）
- 街行く素人お嬢さん! 乳首オナニー見せてくれませんか? 26人!（1月9日、Hunter）
- 女のイキツボ直撃レズエステ 7  乳首いじりとこねくり責めで拒絶しながらも絶頂をくり返す未開発のカラダ（1月25日、ナチュラルハイ）
- 街で見つけた制服天使を強〇イラマで黙らせて集団〇〇〇 快楽を植え付けて絶倫チ〇ポの性処理肉便器に仕立て上げた 百咲みいろ（2月1日、MILK）
- ドM天使降臨!? 街行く素人女子大生二人組が初めてのドMプレイに挑戦! 親友よりハードな事が出来たら賞金30万円! スパンキング・イラマチオ・首絞め・ビンタ… 初めて尽くしのハードプレイにM覚醒堕ち! そのまま生チ○ポくらはぁいとデカチン懇願 & 連続中出しSEX（2月23日、赤面女子）
- 下着ショップのキュートな店員さん 普段M男ばっかり寄ってくるけど本当は責められたい… 絶倫オスチ●ポにゴン責めされドMアクメ堕ち（2月27日、ブロッコリー/妄想族）
- 親とやる女 父娘でハマり狂った日々（3月5日、FAプロ）
- こっそり服の中で乳首いじり痴漢され電車内でレズイキさせられた美乳女 2（3月7日、ナチュラルハイ）
- フルバックパンティ着衣尻の尻肉にチ〇ポを挟み尻圧で射精をする悦び（3月12日、アロマ企画）
- 友達の前でどこまでエッチなことできますか? Episode6 feat.FALENOTUBE（3月20日、FALENO TUBE）
- 姉妹丼 今からこの姉妹を同時に犯します（3月22日、ハラスメント）※配信作品「みいろ & あずさ」(OREMO-151)のDVD版。
- 完全CFNM 全裸ですけべ椅子に拘束され前後左右上下からの全身3D性感舐めでフル勃起キープさせられ続ける（4月9日、アロマ企画）
- W喉奥肉便器 残酷非道イラマレ×プの標的にされ奴●堕ちした少女達 天乃のあ 百咲みいろ（4月16日、無垢）
- アナルのシワの数までハッキリわかる! ノーモザイク連続絶頂アナル見せオナニー 25（4月25日、アイエナジー）
- セーラーヒロイン淫紋・侵蝕・連鎖堕ち［侵蝕編］（5月10日、GIGA）
- オルチャンメイクJ○痴漢 抵抗しまくる生意気女子が泣きイキするまで弄りまわせ!（6月20日、ナチュラルハイ）
- 日常生活では絶対着ないマイクロビキニを着る女子たち 着用したままチ●ポにご奉仕 手コキとフェラで発射させてくれる（6月25日、タマネギ/妄想族）
- 竿を喉奥に咥え込みながら顔動かさずに舌で亀頭かき混ぜ続けるフェラチオ 3（7月9日、アロマ企画）
- お姉さんのエロ尻に圧迫壁ドンされたいオジさん達（7月23日、アロマ企画）
- 痴●盗撮 & 中出し素人娘 媚薬オイルマッサージ Vol.41 超強力媚薬を配合したマッサージオイルを施術中に知らずに塗りこまれたオンナは、身体の火照りに驚き、チ〇ポを欲しがる自分に戸惑い、垂れ出したマン汁に恥ずかしがりながらも生ハメ中出しまで欲してしまう!（7月25日、親父の個撮）
- 陸上スレンダー女子 媚薬ガンギマリ学割スポーツ整体エステ 限界突破アクメ4人収録（9月17日、MOODYZ）
- 急募! 気持ちよくしてくれるオチ〇ポ限定! SEXが好きすぎる発情コスプレイヤーたちとオフパコ乱交 中出し 潮吹き イキまくり みいろ & もなか（10月3日、MILK）
- 一般男女モニタリングAV 女子大生限定! ノーハンドフェラでズラ～ッと並んだチ○ポ10本の中から大好きな彼氏のチ○ポ当ててみて! ハズレたらいきなりデカチン即ハメ! 形・大きさの異なるフル勃起チ○ポと大量ザーメンを味わって発情したJDオマ○コは彼氏の目の前なのに絶頂が止まらない!!（10月15日、DEEP'S）
- チクニー 乳首いじりオナニーで絶頂に達する女の子たち (ONIN-098)（10月22日、タマネギ/妄想族）
- 街で見つけた制服ギャルを壮絶な水責めと喉凹イラマで徹底調○ 心も身体も支配して何でも従う性処理肉便器に仕上げた 百咲みいろ（11月7日、MILK）
- 女子○専科 乳首狩りオニごっこ ～集団乳首レイプ～ 由良かな 冬愛ことね 皆月ひかる 百咲みいろ 夢乃陽菜（11月12日、犬/妄想族）
- 素人女子大生真正中出しナンパ! 街で見つけた清楚系JDをノリと勢いでガチ口説き! あっという間に生パコま〇こGET! 【4人収録全員鮮度抜群エロカワ保証】（12月5日、MILK）

- ～喉奥姦通～ イラマチオ 百咲みいろ（1月6日、KLEIN）
- 誘拐魔 事件映像流出（1月10日、三和出版）

### アダルトVR
- 理想のお姉さんで童貞喪失! 甘々誘惑囁きと密着性交で何度も精子を絞り尽くされる僕 みいろ（2月17日、unfinished）
- 無防備すぎる妹のけしからんデカ尻パンチラ誘惑にムラムラ我慢できずバック中出し 七咲みいろ（3月22日、kawaii*）

- 「よだれで全身ほぐしてあげる…」 全身を唾液オイルでぬるぬるにして射精に導く濃厚よだれ回春エステ嬢 百咲みいろ（10月6日、KMPVR-bibi-）
- 親が決めた結婚相手は女子校生!? 見せつけ誘惑ナマ乳首で献身的に距離を詰めてくるドキドキ中出し性交 百咲みいろ（11月25日、KMPVR）
- 8KVR 林間学校の管理人を挑発するマセガキ日焼け美少女 雅子りな 星仲ここみ 百咲みいろ（11月30日、TMA）

### アダルト配信
- 七色（1月28日、素人ホイホイZ）
- ななみ（2月10日、ION デートNOW!!）
- みいろちゃん & ななみちゃん（3月19日、俺の素人-Z-）
- 七崎さん（4月5日、素人ペイペイ）
- 【童顔 × パイパンミニマム】 寂しくからオナニーはしないけどエッチなことには密かに興味がある19歳専門学生・・どんどんエッチな表情になってきて・・ ネットでAV応募→AV体験撮影 1817 みさき 19歳 専門学生 (音楽系1年)（4月30日、シロウトTV）
- 百戦錬磨のナンパ師のヤリ部屋で、連れ込みSEX隠し撮り 252 みいろ 20歳 飲み屋で仲良くなった学生  絶品クビレボディの美少女を家に連れ込みゲームに興じてイチャイチャ… お互いヤル気満々でなだれ込むようにSEX! 美乳 & 美尻を堪能しつつ、首●めピストンで興奮する痴態を盗撮!（7月7日、ナンパTV）
- 激かわ坂道系女子 童貞チ○ポ4発ザーメン搾取!（7月15日、E★ナンパDX）
- あさがお（8月24日、素人ホイホイsweet!）
- みいろ（8月27日、G-AREA）
- ラグジュTV 1609 原田かすみ 27歳 広告代理店 セフレに会えない時はひっそりとオナニーを嗜む清楚なお姉さんが登場! ローターやオモチャで性感帯を刺激すれば頬をほんのり染めながら「イカせてください」と懇願! とろとろに潤った秘部に巨根を受け入れ、力強いピストンにイキ乱れる!（9月12日、ラグジュTV）
- 杏（11月9日、素人ホイホイsweet!）
- 【個人撮影】気弱で地味子な制服美小女と中出しP活※強引に中出しもいける娘でした。（11月25日、インディ）
- 【Vlog】地味っぽい感じの黒髪セフレちゃんとハメ撮り映像流出（12月11日、れいわしろうと）

- みぃちゃん（2月26日、浮遊僧）
- みいろ（2月23日、素人ムクムク）
- みいろ（3月6日、お店に内緒のJ○リフレ）
- 渋●区MN生（3月17日、路地裏ぱんぱん）
- みづき & みいろ（5月3日、素人ペイペイ）
- きつねチア5人 (ちはる & まいな & つむぎ & みづき & みいろ)（5月3日、素人ペイペイ）
- みいろ (sqb205)（5月12日、シロウト急便）
- ちはる先生 & みづき先生 & みいろ先生 & まいな先生 & つむぎ先生 (oreco320)（5月20日、俺の素人-Z-）
- みい（6月8日、密室タクシードライバー）
- みいろ 2 (sqb222)（9月8日、シロウト急便）
- マジ軟派、初撮。 1959 しずね 24歳 ネイリスト  彼氏にフラレて傷心中のお姉さんをホテルに連れ込み! 弱った心に付け近みAV撮影成功! スレンダーで美脚! モデルのようなスラッとした体があらわに! 彼氏を忘れてチ●ポに夢中!（9月9日、ナンパTV）
- みいろちゃん (esdx018)（10月13日、E★素人DX）
- みいろ（11月7日、SNSで繋がった素人ハメ撮りサークル）
- MIRO（11月12日、素人ムクムク-塩-）
- みいちゃん（12月8日、素人ムクムク-痴-）
- M16 (rura082)（12月10日、路地裏ぱんぱん）

- みいろ & あずさ (oreco618)（2月21日、俺の素人-Z-）
- みいろ & あずさ (oremo151)（3月6日、俺の素人-Z-）
- Mちゃん (smul024)（3月14日、素人ムクムク-礼ぷ-）
- 顔出し【個人撮影】黒髪のセフレちゃんとボートに乗って、そのままホテルでハメ撮りして来ちゃいましたw（3月22日、れいわしろうと）
- みいろ & のあ（3月29日、素人ムクムク-W-）
- パイパンプリケツ女子校生 (ssk166)（5月17日、＃素人しか勝たん）
- みいろ (hcmn038)（6月14日、INDY）
- みいろ（7月6日、亜愛安威コスプレ撮影会）
- みいろ 2（7月13日、亜愛安威コスプレ撮影会）
- 【坂道系! 美身スレンダー】えっちな自撮り見せてくれる『マン凸』ガールにSNSナンパ! 社会を知らない今ドキ女子に撮影会と称して一体どこまでヤレる?! みおちゃん 20歳 服飾学生【マン凸ペーペーガールズ】（9月23日、Jackson）

## 出演

### ライブイベント
2021年
- 楽演祭 vol.15 がんばろうSP2（11月17日、東京・池袋 LIVE INN ROSA）[20]

2022年
- Live from Grapefruits Moon 「月で逢いましょう」 ニューカマースペシャル（1月31日、東京・三軒茶屋グレープフルーツムーン）[21]
- 楽演祭 vol.17（2月9日、東京・池袋 LIVE INN ROSA）[22]
- LADY MADONNA vol.15（7月28日、東京・青山RizM）[23]
- 楽演祭 vol.20 夏休みSP（8月31日、東京・池袋 LIVE INN ROSA）[24]
- 楽演祭 vol.22 一足早いクリスマスSPライブ（12月21日、東京・池袋LIVE INN ROSA）[25]

2023年
- 楽演祭 vol.24 GW前SP（4月26日、東京・池袋 LIVE INN ROSA）[26]
- LADY MADONNA ANNEX（8月3日、東京・GOTANDA G6）[27]

2024年
- LADY MADONNA 拡大版 2024（11月21日、神奈川・川崎 CLUB CITTA'）※ADDICTEAR 名義[28]

### 舞台
- GIGA スーパーヒロインライブ Vol.15（2024年2月3日、from scratch）- フォンテーヌ/ダークボルケーノ 役[29]

### イベント
- 千石もなか生誕 & 2周年祭（2024年7月7日、レフカダ新宿）[30]

## 出版

### デジタル写真集
七咲みいろ 名義
- 七色に咲く花のように。【グラビア写真集】（2022年6月10日、プレステージ出版、撮影：小池大介）
- 七色に咲く花のように。【ヌード写真集】七咲みいろ（2022年6月10日、プレステージ出版、撮影：小池大介）

百咲みいろ 名義
- ドキッ! 丸ごとヌード 全裸だらけの水泳大会2023（2023年6月5日、小学館、撮影：LUCKMAN）[31]
- THE CAMEL YOGA 〜マンスジ〜 百咲みいろ（2024年4月17日、TROIS出版）

### 雑誌
- 月刊FANZA 2021年12月号（ジーオーティー） - インタビュー「HATSUMONO!」
- 週刊実話ザ・タブー 2022年1月8日号 Vol.153（日本ジャーナル出版） - 「AV女優インタビュー 七咲みいろ」